# Змеиный храм

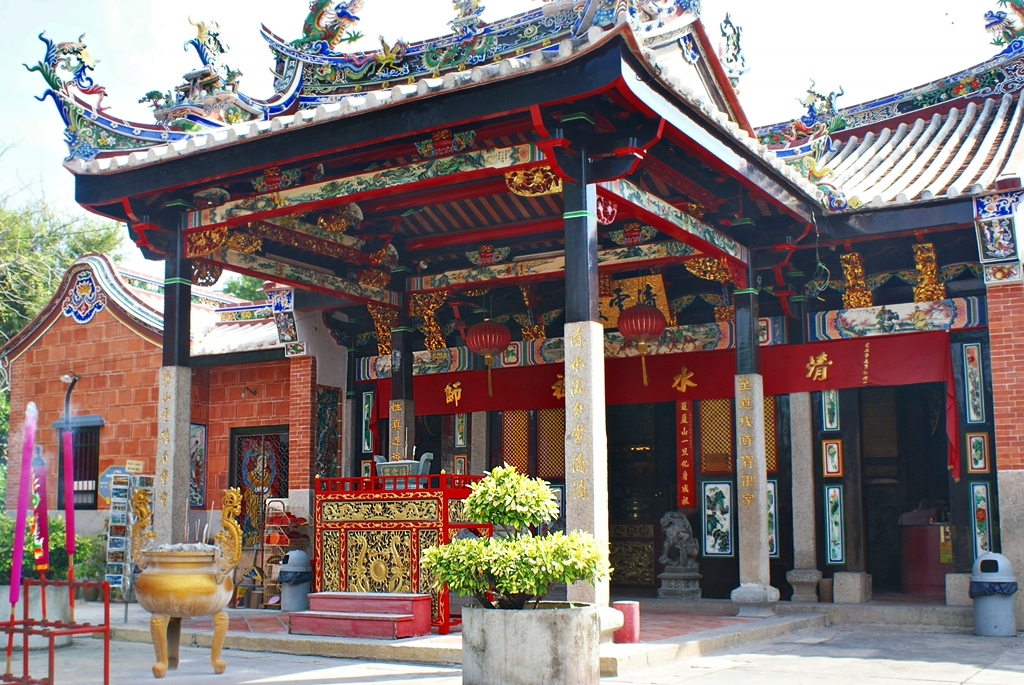
Змеиный храм

Змеиный храм (кит. упр. 蛇庙, пиньинь Shé Miào) расположен в Сунгай-Клуанге (Баян-Лепас, Пенанг, Малайзия), и, по-видимому, является единственным в своём роде. Храм наполнен дымом ладана и множеством ядовитых змей. Сотни пресмыкающихся можно увидеть на стенах и крышах, на ветках деревьев и в жертвенных чашах. Считается, что змеи обезврежены священным дымом, но для безопасности с них также «сдоен» яд, хотя при этом оставлены ядовитые зубы и железы. Пресмыкающиеся относятся к неагрессивному в дневное время виду, и их яд при одиночном укусе человека не убивает. Существует поверье, что змеи сползлись в храм сами, но пишут также, что их сносят туда из окрестностей служители культа. Змеи, находящиеся в храме, — это храмовые куфии (Tropidolaemus wagleri), которые относятся к ямкоголовым змеям (так же как, например, гремучник и щитомордник).
Храм был построен около 1850 года в честь Чор Соо Конга по инициативе прибывшего в Пенанг буддистского монаха.
Чор Соо Конг из рода Тань родился в Китае в период династии Сун (960—1279), совершенствовал духовные навыки, и ещё в молодости был посвящён в духовный сан. Существует легенда, что Чор Соо Конг, который был также целителем, взял под покровительство змей в джунглях. Когда он умер в возрасте 65 лет, ему было присвоено почётное имя Чор Соо, что означает выдающуюся историческую фигуру, чтимую из поколения в поколение. После постройки храма змеи якобы появились по их собственному желанию. Змеиный храм был первоначально назван «Храмом лазурного облака» в честь красоты неба над Пенангом.
Последователи из Сингапура и Тайваня регулярно прибывают в храм помолиться на день рождения Чор Соо Конга (шестой день первого лунного месяца).